# Simca 1000
La Simca 1000 è un'autovettura prodotta dal 1961 al 1978 dalla casa automobilistica francese SIMCA.

## Storia e profilo

### Genesi del modello
A metà degli anni 1950 la SIMCA godeva di ottima salute economica: nonostante il tiepido successo del suo modello di punta, la Vedette, le vendite dell'altro modello in listino, l'Aronde, stavano garantendo ampi introiti alla Casa di Nanterre, portandola al secondo posto tra i costruttori francesi, dopo la Renault.
La crisi di Suez nel 1956 preoccupò il patron della Simca, Enrico Teodoro Pigozzi, per i rischi di impennate di prezzo del petrolio. Pigozzi avvertì la necessità di allargare la gamma verso il basso con una vettura, il più possibile diversa dalla Simca 6 che aveva avuto vendite deludenti. La nuova vettura teorizzata da Pigozzi doveva essere più grande di un'utilitaria, ma più piccola di una vettura di fascia media come l'Aronde.
Fin dal periodo pre-bellico, la produzione della Simca era stata incentrata su modelli Fiat, prodotti su licenza. Vi fu un continuo scambio di idee tra Pigozzi e Dante Giacosa, alto dirigente Fiat: i due concordarono sulla necessità, per la Simca, di avere un modello di fascia inferiore a quella dell'Aronde. In breve tempo furono avviati due progetti paralleli, uno a Nanterre ed uno a Torino: quello avviato in casa Simca divenne noto come Progetto 950 (dalla cilindrata ipotizzata per la nuova vettura), mentre quello della Fiat prese la sigla 122. Entrambi i progetti puntavano a una vettura compatta, di cilindrata intorno a un litro e della massa a vuoto pari a circa 650 kg. Pigozzi auspicava un'architettura meccanica del tipo "tutto dietro", con motore e trazione posteriori, poiché aveva osservato che le più grandi concorrenti francesi mantenevano le ruote motrici posteriori spesso con il motore sistemato sopra il retrotreno (la trazione anteriore si sarebbe imposta sette anni dopo).
Tra la fine del 1957 e l'inizio del 1958 comparvero i primi schizzi dello stilista Mario Revelli di Beaumont; ad essi seguirono i modelli in scala reale, sia Simca sia Fiat. I modelli definitivi avrebbero conservato molti aspetti di questi primi modelli, specialmente il frontale nel caso della Fiat e la coda nel caso della Simca.
Se la carrozzeria si avviò rapidamente alla forma definitiva, più lento fu l'evolversi del comparto meccanico, a causa di svariate indecisioni sulla disposizione del motore e dei cilindri (orizzontale o verticale) e del tipo di cambio da utilizzare. Alla fine si optò per un motore verticale ed un cambio a 4 marce, per via dei costi più contenuti che essi richiedevano. Nel 1960 il progetto 122 della Fiat partorì il suo quarto modello a grandezza naturale: quando venne sottoposto al giudizio di Pigozzi, questi fu entusiasta ed incaricò Revelli di Beaumont di apportare solo piccole modifiche di dettaglio. L'ultimo sbocco del progetto 122 non convinse invece i vertici Fiat, i quali stavano pensando di sfruttare tale progetto per l'erede della 600. Perciò la Fiat abbandonò il progetto 122, lasciando la Simca proseguire da sola.
Nella primavera del 1960 cominciarono i test su strada dei primi prototipi della Simca 1000. Nel frattempo Pigozzi richiese l'aiuto di un secondo stilista automobilistico italiano, Felice Mario Boano, che intervenne in diversi dettagli, ritenendo la vettura di Revelli di Beaumont già un'eccellente prova di design. Fu in questo periodo che si cominciò a dibattere sul nome commerciale da dare alla nuova vettura: in un primo tempo si pensò ad Arielle, in maniera tale da dare continuità con i modelli Aronde e Ariane; alla fine si scelse una soluzione semplice: la fascia di cilindrata in cui la nuova vettura sarebbe andata a collocarsi, 1000.
Tra la fine del 1960 e l'inizio dell'estate del 1961 avvenne lo smontaggio delle linee di assemblaggio della Vedette a favore delle nuove linee da destinare alla 1000.

### Debutto
Poco prima del debutto ufficiale, la Simca 1000 fu presentata in anteprima alla stampa sul circuito di Montlhéry.
La presentazione ufficiale della vettura avvenne il 10 ottobre 1961 al Salone di Parigi, l'ultimo ad essere ospitato al Grand Palais; assistettero diverse personalità di spicco della politica, dal presidente francese Charles De Gaulle allo Scià di Persia Mohammad Reza Pahlavi.

#### Design interno ed esterno

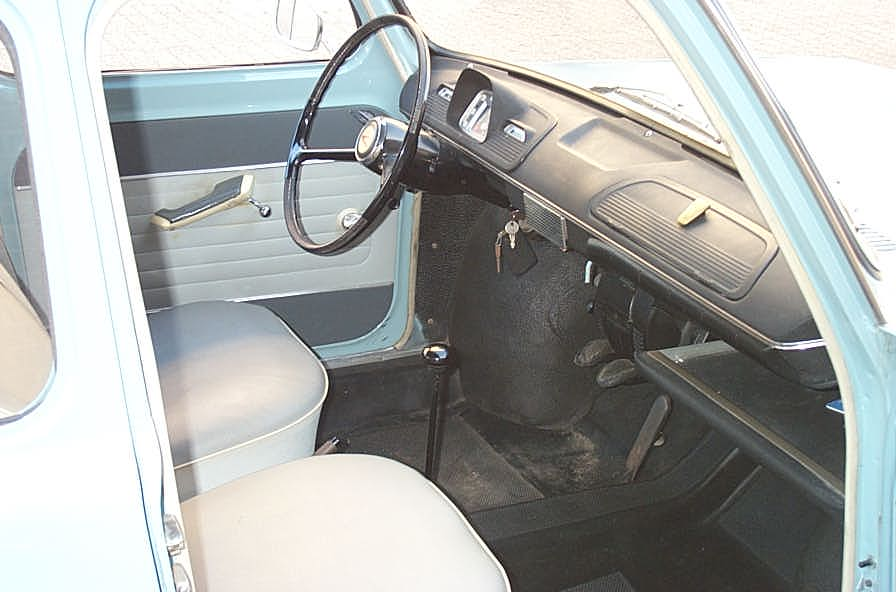
Il posto guida di una Simca 1000

La linea della Simca 1000 disegnata da Mario Revelli di Beaumont era piuttosto classica ed a prima vista convenzionale, per via delle sue linee squadrate e della sua impostazione a tre volumi, ma non mancavano le particolarità: il frontale era caratterizzato da proiettori tondi con luci di posizione sottostanti; in mezzo campeggiava la finta presa d'aria che rendeva meno vuota la vista anteriore. Il tratto più caratteristico della zona anteriore era dato dagli scalini longitudinali sui lati del cofano che arrivavano fino alla base del parabrezza per proseguire anche in coda, sul cofano motore. Quest'ultimo tradiva la presenza del propulsore grazie alle grigliature. Sempre in coda trovavano posto i fari posteriori di forma circolare. Per quanto riguarda la fiancata, la linea di cintura piuttosto alta rendeva massiccia e poco agile la vista laterale, mentre un'altra particolarità era data dalla scanalatura longitudinale che correva lungo il tetto.
L'abitacolo era piuttosto spazioso per quattro persone: l'utilizzo di superfici piane per la forma della carrozzeria, se da una parte rese elementare l'aspetto della vettura, dall'altra contribuì ad ottimizzare lo spazio interno. Il bagagliaio, sistemato anteriormente, era di discrete dimensioni (180 litri), grazie anche all'assenza del serbatoio, posto subito dietro il divanetto posteriore, ma la sua forma era molto irregolare per cui risultava difficoltoso inserire eventuali bagagli. Il posto guida era caratterizzato da un volante piuttosto basso e da una pedaliera disassata verso destra. Il cruscotto era composto da uno strumento principale che integrava il tachimetro ed il contachilometri, e da due strumenti più piccoli, posti ai lati dei primo, che contenevano invece gli indicatori del livello carburante, della temperatura dell'acqua, della pressione dell'olio e degli indicatori di direzione. Sul lato destro la plancia era provvista di un vano portaoggetti.

#### Struttura, meccanica e motore

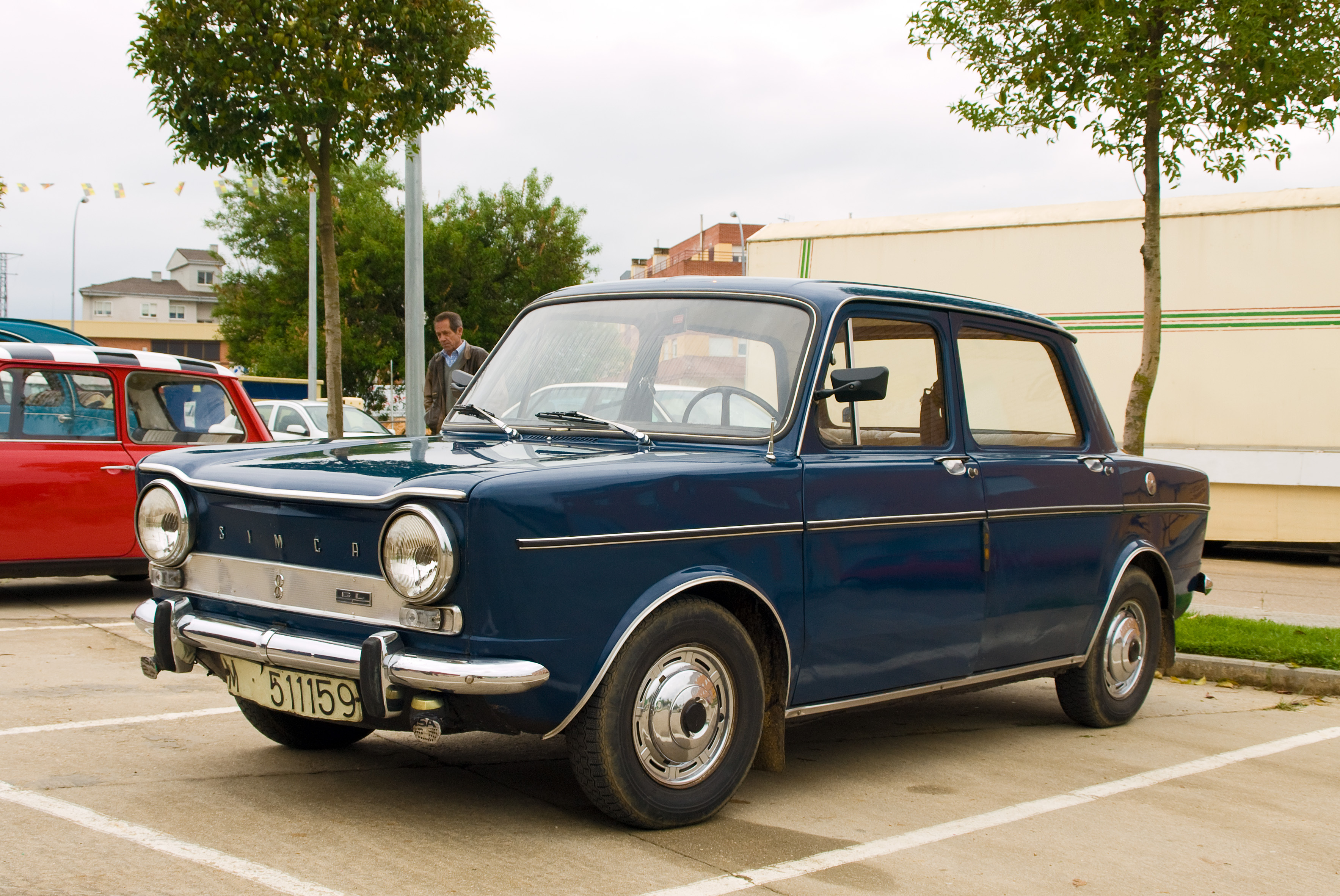
Simca 1000 del 1966 prodotta in Spagna dalla Barreiros

Anche dal punto di vista tecnico la Simca 1000 è stata sviluppata in collaborazione con la Fiat, e molte soluzioni tecniche sono riprese dalla normale produzione in grande serie della casa torinese. Vale la pena menzionare che tra i tecnici incaricati di portare avanti il progetto della 1000 vi fu anche Rudolf Hruska, che diventerà uno dei personaggi chiave nella produzione automobilistica dell'Alfa Romeo.
Molte soluzioni meccaniche adottate dalla 1000 furono le stesse della Fiat 600, nonostante le due auto non avessero parti in comune, come la disposizione del motore e la trazione posteriore. Di derivazione Fiat le sospensioni, tutte a ruote indipendenti, con avantreno a balestra trasversale e retrotreno a bracci oscillanti e molle elicoidali. Sui due assi erano inoltre presenti ammortizzatori idraulici telescopici. L'impianto frenante era di tipo idraulico, con tamburi sulle quattro ruote e freno a mano meccanico agente sul retrotreno. Lo sterzo era del tipo a vite e rullo, ovviamente non ancora servoassistito. Tutte queste caratteristiche furono comunque oggetto di alcuni ritocchi, ad esempio la presenza di perni autolubrificanti e di un ammortizzatore idraulico nello sterzo. Va inoltre sottolineata la presenza di un massiccio supporto in acciaio in corrispondenza del retrotreno: si tratta di una soluzione mutuata dalla Chevrolet Corvair, della cui analisi da parte dei tecnici Simca si era già parlato in precedenza. Questo telaietto ausiliario a forma di "V" serve a sostenere il gruppo motopropulsore ed il retrotreno stesso. Il motore, interamente progettato e realizzato dalla Simca, che rompeva con la tradizionale familiarità fra le due Case, era sistemato in posizione posteriore longitudinale ed inclinato di 15° a sinistra per ridurre gli ingombri in altezza, aveva una cilindrata di 944 cm³ e fu il primo della nota Serie 315. Da notare l'albero a gomiti con 5 supporti di banco, per la prima volta in un'auto così piccola. Una delle somiglianze motoristiche con la Fiat fu la posizione del radiatore, posto di lato come sulle 600. La potenza massima raggiunta da questo motore era di 45 CV SAE (o 34 CV DIN), sufficienti per spingere la vettura ad una velocità massima di 125 km/h. 
Il cambio era manuale a 4 marce sincronizzate: i sincronizzatori erano stati realizzati dalla Porsche.

### Evoluzione

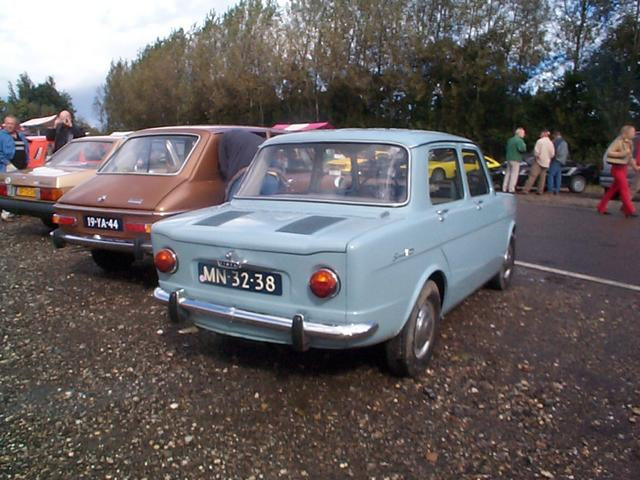
Vista posteriore di una Simca 1000 del 1963

La produzione si portò ben presto a pieno regime, fino ad arrivare a fine anno ad un ritmo di oltre 250 esemplari al giorno.
A prima vista paragonabile ad una berlina di classe media, la Simca 1000 aveva costi di produzione e di utilizzo particolarmente contenuti che le consentivano di concorrere direttamente con le vetture utilitarie. Il fatto di trovarsi per esempio molto a proprio agio nei percorsi cittadini, l'avvicinava infatti molto di più ad una piccola cittadina che non ad una più prestante, comoda e confortevole vettura da famiglia. L'accoglienza inizialmente fu solo tiepida, poiché le si criticava una certa eccessiva povertà nell'allestimento interno. Altre critiche riguardarono lo sterzo non proprio preciso e la distribuzione dei pesi tutt'altro che ottimale che l'architettura di tipo "tutto dietro" generava. Nonostante ciò, però, i consensi fioccarono numerosi e dopo neanche un anno di produzione si era già arrivati a 108.551 esemplari prodotti ad un ritmo giornaliero ormai salito a 800 esemplari.
I primi aggiornamenti significativi si ebbero nel 1963, con l'aggiornamento del motore, portato da 34 a 39 CV DIN, e con l'arrivo di due nuove versioni a completare la gamma: da una parte la versione di base, denominata Simca 900, che nonostante la denominazione era motoristicamente identica alla 1000 normale, ma con una dotazione ancor più semplificata (paraurti senza rostri, cornici dei fari in tinta anziché cromati, ecc); dall'altra, la Simca 1000 GL, la cui dotazione più ricca comprendeva la vernice metallizzata, le modanature laterali cromate e rivestimenti più pregiati. Questo ampliamento della gamma fu dovuto alla naturale necessità di diversificare le caratteristiche della 1000 in base alle esigenze del pubblico, ma anche all'avvento della Renault 8, che si rivelerà subito la più temibile rivale per la 1000.
Nel 1962 fu presentata al Salone di Ginevra la Simca 1000 Coupé, basata sul pianale e sulla meccanica della 1000, ma ridisegnata in chiave sportiveggiante dallo stilista italiano Bertone.
Nel 1964 la Casa francese effettuò una serie di aggiornamenti più corposi e volti a ridurre le critiche rivolte alla vettura ed inerenti per esempio le sue scarse finiture e l'imprecisione del suo sterzo. Alla fine dell'anno, il 18 novembre, la Simca rimase orfana del fondatore Pigozzi, che già da un anno aveva lasciato il posto di presidente a Georges Héreil. In occasione del Salone di Torino 1963 la collaborazione con la Fiat e con la sua consociata sportiva Abarth, realizzatasi grazie a Rudolf Hruska, da poco alla Simca, il quale aveva lavorato con Carlo Abarth in Cisitalia, portò alla realizzazione della Simca Abarth 1150, ottenuta sulla base delle 1000 stradali con motore portato a 1137 cm³ e disponibile in quattro versioni:
- 1150: 55 CV, 150 km/h, 1.180.000 lire;
- 1150 S: 58 CV, 155 km/h, 1.280.000 lire;
- 1150 SS: 65 CV, 160 km/h, 1.380.000 lire;
- 1150 Corsa: 85 CV, 170 km/h, 1.480.000 lire.

Il passaggio della Simca nell'orbita della Chrysler segnò la fine della produzione delle 1150, che uscirono di listino nell'autunno-inverno 1965.

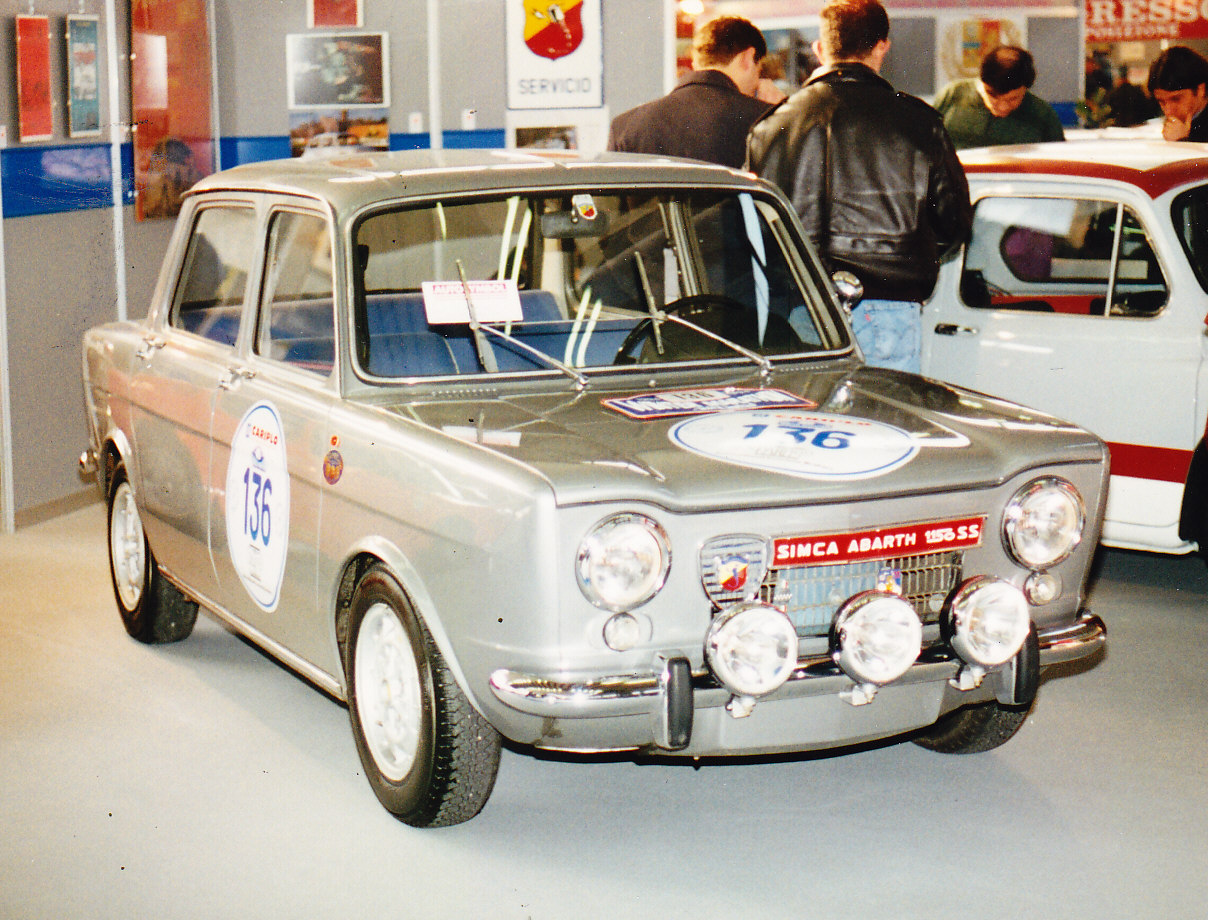
Una Simca Abarth 1150 SS

Nel frattempo, gli sforzi della Simca di apportare significative migliorie si concretizzarono nel 1965 con nuovi e significativi aggiornamenti alla gamma. Fu introdotta la 1000 GLS, che per allestimento e dotazione andò a porsi al top di gamma, grazie ai sedili reclinabili e con imbottitura più elegante, al clacson concentrico al volante. Ma nel frattempo la Renault 8 stava decisamente mettendo i bastoni tra le ruote alla 1000, grazie anche ai successi sportivi della berlina di Billancourt, mentre la Casa di Poissy aveva appena rinunciato alle gare, per cui disponeva di una marcia in meno per far presa sul pubblico. Per questo motivo, di lì a poco, la meccanica della 1000 farà da base per la realizzazione della CG, utilizzata anche nelle competizioni.
Nel 1966 la gamma fu riorganizzata con l'arrivo di nuovi modelli e l'uscita dal listino di altri: la 900 fu cancellata, la 1000 base fu sostituita dalla 1000 L, la 1000 LS, nuova entrata, andò ad inserirsi tra la L e la GL, mentre la 1000 GLS rimase al vertice della gamma. Contemporaneamente vi furono miglioramenti più sostanziosi alle finiture dell'intera gamma, che poté disporre di un divanetto abbattibile fin dagli allestimenti meno ricchi, soluzione atta ad aumentare la capacità di carico; inoltre fu ridisegnato l'intero cruscotto, che sfoggiava un tachimetro a sviluppo orizzontale e comparvero i deflettori ai finestrini laterali anteriori. Sempre nel 1966 vi fu l'arrivo della 1000 GLA, caratterizzata da un inedito cambio semiautomatico Verto a tre rapporti. Nonostante altri problemi che affliggevano la piccola Simca, come i consumi giudicati eccessivi, le vendite tornarono a salire ed alla fine del 1966 risultarono superiori di circa un terzo rispetto all'anno prima.
Nel 1967, però, le vendite tornarono a calare ed alla fine dell'anno si scese sotto la soglia delle 100 000 unità; peggio ancora andò l'anno seguente: a quel punto, persino una rivale accreditata come la Renault 8 era un'auto anziana, tant'è che verrà affiancata dalla Renault 12, anche se proseguirà la sua carriera commerciale ancora per qualche anno. Quanto alla 1000, essa vide l'arrivo di un nuovo motore, sempre da 944 cm³, ma non più appartenente alla famiglia dei motori serie 315, bensì a quella dei motori serie 349. Era cioè derivato dall'unità da 1.1 litri montata sulla Simca 1100, che stava riscuotendo un buon successo.
Nel 1969 arrivò un vero e proprio restyling, che finalmente diede un contributo tangibile al tanto atteso processo di svecchiamento della linea della vettura: anteriormente i gruppi ottici divennero di maggior diametro,  la calandra venne ridisegnata ed attualizzata, posteriormente i tondi fari utilizzati fino a quel momento lasciarono il posto a due nuovi fari compositi di forma quadrata e di maggiori dimensioni. Dal punto di vista tecnico venne rinforzato l'avantreno, vennero apportate migliorie anche al retrotreno ( il camber delle ruote divenne negativo e ciò comportò un sensibile miglioramento della tenuta di strada) e venne totalmente riprogettato lo sterzo, ora a cremagliera, mentre le ruote, fino a quel momento da 12 pollici di diametro, crebbero a 13 pollici, con l'eccezione della nuova versione di base, la Sim'4. Questa nuova versione di attacco, prevista per il solo mercato francese, era equipaggiata con un nuovo motore da 777 cm³ e della potenza fiscale di 4CV (da cui la denominazione). Tale motore erogava fino a 31 CV DIN. Sopra la Sim'4 andò a posizionarsi la 1000 5CV, che sostituì in un colpo i precedenti modelli LS e GL e mantenne il motore da 944 cm³, mentre al vertice della gamma la 1000 GLS fu sostituita dalla 1000 Spécial, con motore mutuato direttamente dalla 1100 e potenza di 49 CV DIN. Con i nuovi aggiornamenti, le vendite tornarono a salire ed alla fine dell'anno tornarono a veleggiare oltre la quota di 108 000 esemplari, lontani dai 168 000 raggiunti nel 1963, ma pur sempre sopra il limite di redditività. Del 1969 è anche l'avvio del cosiddetto Challenge Simca, un'iniziativa con la quale la Casa francese tornò nel mondo delle competizioni.
Il 25 febbraio 1970 vide l'uscita dalle linee di montaggio di Poissy della milionesima 1000. Nello stesso anno, vi furono nuovi e significativi aggiornamenti per la gamma: la Sim'4 conobbe un leggero aumento di potenza, passata da 31 a 33 CV; la 1000 5CV passò anch'essa da 42 a 44 CV e fu proposta in più allestimenti, col ritorno ad alcune delle vecchie sigle, ossia  LS e  GLS; infine, la Spécial vide la sua potenza passare da 49 a 55 CV ed adottò i freni a disco anteriori, pur perdendo il doppio terminale di scarico. L'avvento del Challenge Simca fu anche l'occasione per lanciare, sempre nel 1970, la Simca 1000 Rallye, una vettura destinata a costituire la base per gli esemplari destinati a competere con le Renault 8 e a ridare lustro alla marca francese, oramai completamente di proprietà della Chrysler. Nella versione stradale il suo motore era lo stesso della Spécial, ma l'allestimento era decisamente spartano: in pratica si trattava di una Sim'4 con motore della Spécial e con alcuni allestimenti specifici, come il cofano anteriore nero opaco e bande trasversali in coda, anch'esse di color nero.
Più tranquillo fu il 1971 : il più grosso aggiornamento fu l'introduzione di una 1000 5CV dall'allestimento più semplificato, che andasse ad interporsi tra la Sim'4 e la 1000 L. Anche il 1971 si concluse con risultati positivi nelle vendite, raggiungendo 104.119 esemplari.

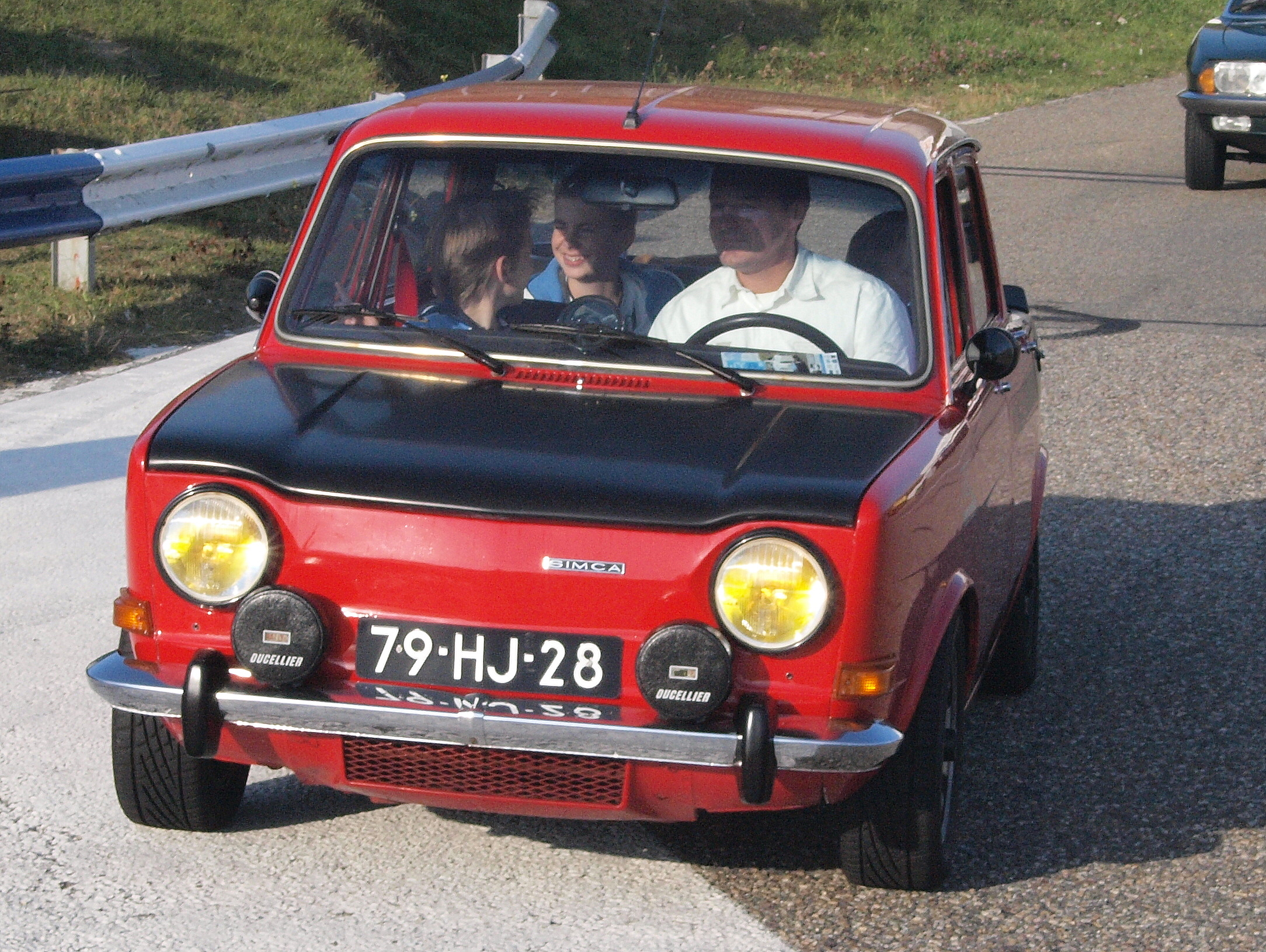
Una Simca 1000 Rallye 2

Nel 1972 la rivale di sempre della 1000, la R8, lasciò per sempre le competizioni (i modelli Gordini 1255 e 1296 non venivano più prodotti dall'estate 1970) e la R12 Gordini non fu intesa come loro sostituta. Ciò diede modo alla neonata Chrysler-France (che deteneva il marchio Simca) di orientarsi maggiormente nelle competizioni, visto anche il successo commerciale della Simca 1000 Rallye, che fu sostituita dalla Rallye 1, la quale si differenziava per il motore da 1294 cm³, in grado di erogare una potenza massima di 60 CV. Anche questo modello fece da base per chi avesse voluto cimentarsi nelle competizioni. Lo stesso anno la Chrysler-France fondò il Simca Racing Team, in modo da accompagnare l'entrata in listino della Rallye 1. Lo stesso anno, la Matra-Simca MS670 trionfò alla 24 Ore di Le Mans, accostando quindi il marchio Simca al concetto di vittoria nelle competizioni. Ciò regalò anche alla 1000 quei consensi tanto affannosamente inseguiti negli anni precedenti. Anche gran parte della gamma restante venne rivisto in chiave sportiveggiante: la GLS ricevette il motore da 1.1 litri e 55 CV della vecchia Rallye e della Spécial, mentre quest'ultima venne equipaggiata con il motore della Rallye 1. Questa riguadagnata reputazione della 1000 trovò riscontro nei dati di vendita: alla fine del 1972 furono prodotti 111.542 esemplari.
Già a fine estate 1972 la Rallye 1 venne affiancata dalla Rallye 2, il cui motore, fornito di 2 carburatori  Solex doppio corpo aveva una potenza massima di 82 CV(86 dal 1975);  la nuova  versione  aveva altri aggiornamenti nella meccanica: l'impianto frenante divenne a quattro dischi, la frizione fu rinforzata e per meglio bilanciare la distribuzione dei pesi tra asse anteriore e posteriore, il radiatore fu spostato anteriormente e dotato di un ventilatore azionato mediante termostato. Nell'abitacolo cambiò il cruscotto, divenuto più completo e leggibile (tachimetro con fondoscala a 200 km/h, contagiri, manometro olio, temperatura acqua e livello carburante. Anche in questo caso il successo fu immediato, specie presso i giovani e grazie soprattutto ad un prezzo veramente concorrenziale e a consumi d'uso inferiori a quelli della Rallye1. Inoltre, nel 1973, la Matra-Simca MS670B, evoluzione del modello che trionfò a Le Mans l'anno prima, fece il bis, accompagnando il marchio Simca nell'olimpo dello sport. Con l'arrivo della Rallye 2, il resto della gamma ricevette le sospensioni della Rallye 1. L'unica che non le ricevette fu la Sim'4, la quale venne tolta dai listini francesi nel 1973.
Ma la serenità fu di breve durata: la crisi petrolifera del 1973, infatti, portò un fortissimo aumento del prezzo del petrolio e dei carburanti. Pertanto, le versioni Rallye tanto acclamate fino a quel momento, dal 1974 divennero le versioni da evitare, anche se,in realtà, i consumi d'uso, specie per la 2 e poi per la 3, non erano così elevati. Neppure il terzo successo della Matra-Simca a Le Mans riuscì ad invertire la tendenza negativa. Un tentativo si ebbe con la nascita della 1000 GLE, praticamente una GLS con il motore da 944 cm³, ma alla fine di quell'anno la produzione tornò definitivamente sotto le 100 000 unità vendute, numero che scenderà sempre più.
Nel 1975 la gamma ricevette alcuni aggiornamenti negli interni, con nuova strumentazione circolare, tranne la Rallye 2 che già disponeva di tale soluzione. Vennero anche proposti nuovi rivestimenti, nuovi braccioli e nuovi pannelli porta. Inoltre, la gamma venne aggiornata con l'arrivo della 1000 SR, una versione disponibile in due motorizzazioni: 1.1 da 55 CV o 1.3 da 60 CV. Contemporaneamente la GLS vide il suo motore ridotto a 944 cm³, così come la Spécial dovette tornare al vecchio motore da 1.1 litri. Ma nel contempo, dalla GLS venne derivata una nuova versione di lusso, denominata 1000 Extra e la cui ricca dotazione comprendeva: cinture di sicurezza con arrotolatore, fari allo iodio, clacson a compressore, vetri oscurati, sedili rivestiti in velluto e pavimento con moquette. Addirittura, si poteva scegliere in alternativa l'autoradio o il tetto apribile.
Nel 1976 arrivò un vero restyling: fu il frontale ad esserne maggiormente interessato, con l'adozione di nuovi fari rettangolari, ed un cofano leggermente rivisto. La vettura venne commercializzata con il nome di Simca 1005 per le versioni dotate di motore da 944 cm³ e di Simca 1006 per quelle equipaggiate con il 1.1 da 55 CV. Nonostante il restyling, la gamma continuò a risentire il peso degli anni, anche a causa di nuove rivali più innovative. Inoltre stava per essere lanciata la Chrysler Sunbeam, più moderna e più pratica, grazie al bagagliaio posteriore (anche se di accesso difficoltoso), e con motorizzazioni simili.
Nel dicembre del 1977 fu presentata anche la Rallye 3, versione sportiva della 1000 ristilizzata, con lo stesso 1.3 della Rallye 2, ma ancor più potente con i suoi 103 CV, ed in grado di spingere la vettura fino a 183 km/h. La Rallye 3 fu l'unica versione del nuovo corso a mantenere la denominazione 1000 e si distingueva esternamente per i passaruota più larghi e dal contorno più squadrato. La messa in listino avvenne nel gennaio del 1978. Fu l'ultima novità nella gamma: quattro mesi dopo, a maggio, la Simca 1000 fu tolta di produzione, dopo quasi due milioni di esemplari prodotti.

### Riepilogo caratteristiche
Di seguito vengono riepilogate le caratteristiche relative alle varie versioni previste per la gamma della Simca 1000. I prezzi riportati sono espressi in franchi francesi e si riferiscono al momento del debutto nel mercato transalpino:
| Simca 1000 (1961-78) |               |              |                |                    |               |                    |                    |              |                    |                        |
| Modello | Allestimento  | Motore       | Cilindrata cm³ | Potenza CV DIN/rpm | Coppia Nm/rpm | Freni (ant./post.) | Massa a vuoto (kg) | Velocità max | Anni di produzione | Prezzo al debutto (FF) |
| Sim'41 | base          | Type 359     | 777            | 31/6000            | 45/2600       | T/T                | 765                | 120          | 1969-70            | 6.595                  |
| Sim'41 | base          | Type 359     | 777            | 33/6000            | 45/2600       | T/T                | 765                | 125          | 1970-73            | 7.190                  |
| 900 0.82 | base          | Type 315     | 844            | 38/6000            | 64/3500       | T/T                | 720                | 130          | 1964-78            | - 2                    |
| 900 | base          | Type 315     | 944            | 39/5200            | 64/3400       | T/T                | 720                | 130          | 1963-66            | 5.950                  |
| 1000 | base          | Type 315     | 944            | 34/4800            | 64/3400       | T/T                | 720                | 125          | 1961-66            | 6.490                  |
| 1000 | L             | Type 315     | 944            | 39/5200            | 64/3400       | T/T                | 720                | 130          | 1966-68            | 6.200                  |
| 1000 | L             | Type 349     | 944            | 40/5600            | 65/3400       | T/T                | 730                | 134          | 1968-69            | 6.200                  |
| 1000 | LS            | Type 315     | 944            | 39/5200            | 64/3400       | T/T                | 730                | 130          | 1966-68            | 6.600                  |
| 1000 | LS            | Type 349     | 944            | 40/5600            | 65/3400       | T/T                | 730                | 134          | 1968-69            | 6.600                  |
| 1000 | LS            | Type 349 S 3 | 944            | 44/6000            | 63/2200       | T/T                | 775                | 134          | 1970-76            | 7.995                  |
| 1000 | GL            | Type 315     | 944            | 39/5200            | 64/3400       | T/T                | 730                | 130          | 1963-68            | 6.750                  |
| 1000 | GL            | Type 349 S   | 944            | 42/5600            | 67/3300       | T/T                | 730                | 134          | 1968-69            | 6.900                  |
| 1000 | GLS           | Type 315     | 944            | 39/5200            | 64/3400       | T/T                | 740                | 130          | 1965-68            | 7.350                  |
| 1000 | GLS           | Type 349 S   | 944            | 42/5600            | 67/3300       | T/T                | 775                | 130          | 1968-69            | 7.350                  |
| 1000 | GLS           | Type 349 S   | 944            | 44/6000            | 63/2200       | T/T                | 775                | 130          | 1970-72            | 8.745                  |
| 1000 | GLS           | Type 3514    | 1118           | 53/5800            | 81/3600       | T/T                | 785                | 145          | 1972-75            | -                      |
| 1000 | GLE/GLS/Extra | 1D1          | 944            | 44/6000            | 63/2200       | T/T                | 775                | 130          | 1975-76            | 10.5005                |
| 1000 | Spécial       | Type 351     | 1118           | 50/5800            | 77/3000       | T/T                | 785                | 140          | 1969-70            | 8.995                  |
| 1000 | Spécial       | Type 351     | 1118           | 55/5800            | 85/2800       | D/T                | 790                | 145          | 1970-72            | 9.515                  |
| 1000 | Spécial       | Type 3716    | 1294           | 60/5400            | 94/2800       | D/T                | 790                | 155          | 1972-75            | -                      |
| 1000 | Spécial       | 1E1          | 1118           | 53/5800            | 81/3600       | D/T                | 790                | 145          | 1975-76            | -                      |
| 1000 | SR            | 1E1          | 1118           | 53/5800            | 81/2800       | D/T                | 810                | 150          | 1975-76            | -                      |
| 1000 | SR            | 1G1          | 1294           | 60/5400            | 94/2800       | D/T                | 820                | 155          | 1975-76            | -                      |
| 1000 | Rallye        | Type 351     | 1118           | 55/5800            | 85/2800       | D/T                | 785                | 145          | 1970-72            | 8.695                  |
| 1000 | Rallye 1      | Type 3716    | 1294           | 60/5400            | 94/2800       | D/T                | 790                | 155          | 1972-77            | -                      |
| 1000 | Rallye 2      | 1G4          | 1294           | 82-86/6000-6200    | 108/4600      | D/D                | 860                | 170          | 1972-77            | 12.900                 |
| 1000 | Rallye 3      | 1G4C         | 1294           | 103/6200           | 128/4900      | D/D                | 880                | 183          | 01/1978-05/1978    | 29.700                 |
| 1005 | GLS           | 1D1          | 944            | 40/5800            | 64/2200       | T/T                | 795                | 130          | 1976-78            | 15.100                 |
| 1006 | GLS           | 1E1          | 1118           | 55/5800            | 81/3400       | D/T                | 810                | 142          | 1976-78            | 17.420                 |
| Note: 1Solo per il mercato francese 2Solo per il mercato spagnolo 3dal 1973 il codice del motore 349 S cambia in 1D1 4Dal 1973 il codice del motore 351 cambia in 1E1 5Prezzo riferito alla più economica versione GLE 6Dal 1973 il codice del motore 371 cambia in 1G1 |               |              |                |                    |               |                    |                    |              |                    |                        |

## Attività sportiva
Basandosi sulla Simca 1000, l'ingegnere Carlo Abarth, in accordo con l'azienda francese, ne realizzò la versione da competizione denominata 2000 GT. Era dotata di un propulsore 4 cilindri in linea dalla potenza di 204 cv gestito da un cambio manuale a sei marce che riusciva a portare il mezzo ad una velocità massima di 250 km/h. Le sospensioni erano costituite da bracci triangolari, balestre trasversali per i bracci inferiori e ammortizzatori idraulici telescopici nella sezione anteriore e da bracci oscillanti obliqui triangolari, molle a elica e ammortizzatori idraulici telescopici in quella posteriore. L'impianto frenante era costituito da freni idraulici a disco. La prima corsa vinta dalla vettura avvenne nel 1964 alla salita Stellavena-Boscochiesanuova, dove vinse il pilota Franco Patria. Successivamente, nel 1965, vi fu la conquista del trofeo Shell ad Imola, della gara in salita Bolzano-Mendola e numerose altre vittorie nelle cronoscalate negli anni successivi.

## Esemplari prodotti dalla nascita (luglio 1961) all'uscita del mercato (maggio 1978)[4]
| Anno                        | Esemplari prodotti |
| --------------------------- | ------------------ |
| 1961 (da luglio a dicembre) | 3.048              |
| 1962                        | 105.503            |
| 1963                        | 168.554            |
| 1964                        | 108.106            |
| 1965                        | 108.555            |
| 1966                        | 133.951            |
| 1967                        | 96.032             |
| 1968                        | 81.595             |
| 1969                        | 108.619            |
| 1970                        | 109.451            |
| 1971                        | 104.119            |
| 1972                        | 111.542            |
| 1973                        | 112.273            |
| 1974                        | 90.178             |
| 1975                        | 73.350             |
| 1976                        | 67.536             |
| 1977                        | 54.132             |
| 1978 (gennaio - maggio)     | 26.460             |
| TOTALE VETTURE:             | 1.691.004          |